# Leptotarsus (Leptotarsus) kalamundaensis
Leptotarsus (Leptotarsus) kalamundaensis is een tweevleugelige uit de familie langpootmuggen (Tipulidae). De soort komt voor in het Australaziatisch gebied.